# Цита Бурбон-Пармская
Цита Мария дель-Грацие Адельгонда Микаэла Рафаэла Габриэла Джузеппина Антония Луиза Аньеза Бурбон-Пармская (9 мая 1892[…], Виареджо, Королевство Италия — 14 марта 1989[…], Цицерс, Граубюнден) — последняя императрица Австрии, королева Богемии и Венгрии, дочь лишившегося своего престола в ходе Рисорджименто пармского герцога Роберта I. Её единокровной сестрой была Мария-Луиза Бурбон-Пармская, княгиня Болгарии и мать Бориса III, умершая в 1899 году, когда Ците было 6 лет.
В 1911 году вступила в брак с эрцгерцогом Карлом, который после убийства Франца Фердинанда стал наследником престола, а в 1916 году — последним австрийским императором под именем Карла I.
После распада Австро-Венгрии в 1918 году Карл и Цита удалились в Швейцарию, а затем — на Мадейру, где в 1922 г. император ушёл из жизни. Цита Пармская пережила его на 67 лет, а Австрийскую империю — на 71 год. Вместе со старшим сыном Отто (1912—2011) она стояла во главе дома Габсбургов.
В первые годы вдовства по предложению короля Альфонсо XIII императрица вместе с 8 детьми занимала мадридский дворец Эль-Пардо, в 1929 году переехала в Бельгию, во время Второй мировой войны уехала сначала в Нью-Йорк, а затем в Квебек. После войны поселилась в швейцарском замке Цицерс. Похоронена в Императорском склепе Капуцинеркирхе.

## Биография

### Детство и юность
Цита родилась 9 мая 1892 года на вилле Пианоре в провинции Лукка. Своё необычное имя получила в честь известной итальянской святой, жившей в Тоскане в XIII веке. Она была третьей дочерью и пятым ребёнком в семье лишённого престола в ходе Рисорджименто правителя Пармы Роберто I и его второй жены Марии Антонии Португальской. Отец Марии Антонии, Мигель, был изгнан из Португалии и лишён всех титулов из-за попытки узурпации власти. Сам Роберто I был свержен с престола в ходе революционных событий, когда был ещё ребёнком. От первого брака с Марией Пией Бурбон-Сицилийской у него осталось девять детей, шестеро из которых были умственно отсталыми.
Несмотря на потерю трона, Роберто остался достаточно состоятельным человеком. Детство Циты прошло на вилле Пианоре и в замке Шварцау-ам-Штайнфельд близ Вены. Между ними курсировал специальный поезд, перевозивший семью и их имущество. Цита, её братья и сестры разговаривали на французском, португальском, испанском, английском, немецком и итальянском языках. По её воспоминаниям: «Мы росли в разных странах. Отец считал себя французом, и несколько недель в году мы проводили в нашем замке Шамбор. Однажды я спросила его, как нам позиционировать себя. Он ответил: „Как французских принцев, правящих на итальянской земле“. На самом деле из его двадцати четырёх детей только трое, включая меня, родились в Италии».
В возрасте 10 лет Цита поступила в школу Салезианского ордена в Цанберге в Верхней Баварии. Воспитание в ней было достаточно строгим и с религиозной направленностью. В учебную программу входили курсы математики, географии, истории, естественных наук и музыки. Кроме этого, детей учили самостоятельно чинить, штопать и шить одежду и заниматься физической культурой. Особый акцент воспитания ставился на скромность, преданность долгу и дисциплину. В школе она находилась до осени 1907 года, когда умер её отец. Бабушка с материнской стороны, Аделаида Лёвенштейн-Вертгейм-Розенбергская, направила Циту и её сестру Франческу для окончания образования в бенедиктинский монастырь Святой Сесили на острове Уайт. Там принцессы изучали теологию и философию, совершенствовали знание английского. Цита начала петь в хоре и научилась играть на органе.
Дома же, воспитанные как добрые католики, дети Пармского герцога регулярно принимали участие в благотворительных мероприятиях для бедных. Цита сама распределяла между нищими одежду, еду и лекарства. Трое из сестёр стали монахинями, сама она некоторое время тоже считала, что это её путь. Однако, заметив как ухудшилось её здоровье после пребывания в жестоком британском климате, родственники посоветовали ей двухлетнее пребывание в лечебном курорте Франценсбад.

### Свадьба и дети
Неподалёку от замка Шварцау находилась вилла Вартольц, резиденция тёти Циты Марии Терезы Португальской. Её часто навещал эрцгерцог Карл Франц. С Цитой они виделись ещё детьми, перед началом обучения. В 1909 году его драгунский полк был расквартирован в Брандес-на-Эльбе, откуда юноша отправился навестить тётю Марию Аннунциату в Франценсбаде . Там он восстановил знакомство с Цитой. В то время он чувствовал давление со стороны семьи в связи с морганатическим браком дяди Франца Фердинанда, поскольку его дети не имели права наследовать австрийский трон. Цита же была девушкой из «нужной семьи», её генеалогия устраивала всех. Сама она вспоминала: "Мы, конечно, были рады снова встретиться и стали близкими друзьями. С моей стороны чувства развивались постепенно в течение следующих двух лет. Ему же хотелось сделать все быстрее. Осенью 1910 года пошли слухи о моей помолвка с Хайме Мадридским. Карл разыскал бабушку и спросил, действительно ли это только слухи. Получив утвердительный ответ, он сказал: «Все равно, мне лучше поспешить в любом случае, иначе она достанется кому-то другому».
Эрцгерцог отправился на виллу Пианоре и попросил руки Циты. 13 июня 1911 года об их помолвке было объявлено при австрийском дворе.
Свадьба Карла и Циты прошла 21 октября 1911 года в замке Шварцау-ам-Штайнфельд. Из высших гостей присутствовали император Франц Иосиф I, который поднял тост за молодожёнов, и наследник трона Франц Фердинанд, который был свидетелем жениха.
20 ноября 1912 на вилле Вартольц родился первый сын пары Отто. Всего у супругов родилось восемь детей:
- Отто (1912—2011) — кронпринц Австро-Венгрии, эрцгерцог Австрийский, глава дома Габсбургов (1922 —- 2011), член ХСС, депутат Европарламента, был женат на Регине Саксен-Мейнингенской, имел семь детей;
- Аделаида (1914—1971) — замужем не была, детей не имела;
- Роберт (1915—1996) — эрцгерцог Австрийский-Эсте, банкир, общественный деятель и публицист; был женат на Маргарите Савойской-Аоста, имел трёх сыновей и двух дочерей;
- Феликс (1916—2011) — эрцгерцог Австрийский, был женат на Анне Евгении Аренбергской, имел семь детей;
- Карл Людвиг (1918—2007) — эрцгерцог Австрийский, был женат на Иоланде де Линь, имел четверых детей;
- Рудольф (1919—2010) — эрцгерцог Австрийский, был дважды женат, имел пятерых детей от двух браков;
- Шарлотта (1921—1989) — была замужем за герцогом Георгом Мекленбургским, детей не имела;
- Елизавета (1922—1993) — была замужем за принцем Генрихом Лихтенштейнским, имела четырёх сыновей и дочь.

После рождения первенца император предложил семье перебраться в замок Гетцендорф в Майдлинг. Там они проживали до 1914 года. После убийства Франца Фердинанда, когда Карл стал кронпринцем Австро-Венгерской империи, из соображений безопасности семья переехала в Шёнбрунн.

### Императрица
21 ноября 1916 года умер Франц Иосиф I. Карл стал императором, Цита — императрицей. 30 декабря состоялась их коронация как правителей Венгрии. После церемонии состоялся традиционный банкет, и на этом торжества были прекращены, поскольку монархи решили, что длительные празднования во время войны неуместны.
В начале своего царствования Карл часто находился в Бадене, где располагался штаб. Оттуда он по несколько раз в день звонил жене в Хофбург. Цита имела определённое влияние на мужа. Она посещала встречи с премьер-министром и военные брифинги. Но особенно интересовалась социальными вопросами. Военное дело было исключительно прерогативой Карла. Цита, волевая и энергичная, сопровождала его в провинциях и на фронте, занималась благотворительностью и посещала госпитали для раненых.
Однако война была проиграна. Мирные переговоры в 1917 году сорваны. В сентябре 1918 капитулировала союзническая Болгария. 11 ноября Карл издал прокламацию о признании прав австрийского народа самому выбирать форму государственного устройства и отстранение от управления страной. В тот же день семья оставила Шёнбрунн и переехала в Экартзау. 12 ноября было провозглашено создание нового государства Немецкая Австрия.

### В изгнании
24 марта 1919 года Карл с семьёй уехал в Швейцарию. Поезд с военными почестями провожали в изгнание. 3 апреля парламент принял закон о запрете въезда на территорию Австрии для Карла и Циты. Другие Габсбурги имели право вернуться только в случае отказа от претензий на престол и признания себя рядовыми гражданами Австрийской республики.
В Швейцарии семья бывшего императора первое время жила в замке Фартег вблизи Роршаха на берегу Боденского озера. Это помещение купил в 1860-х годах отец Циты. 20 мая 1919 года, по просьбе швейцарского правительства, семья переехала подальше от австрийской границы и поселилась на вилле Пранжен на Женевском озере.
В 1921 году Карл совершил две попытки своего мирного возвращения к власти в Венгрии, однако они оказались неудачными. Супруги были задержаны в Будапеште. В качестве места их изгнания выбрали Мадейру. 19 ноября на британском корабле Карл и Цита были доставлены в Фуншал. Детей доставили на остров в феврале 1922 года.
Семья проживала на вилле Виттория, затем в отеле Reid’s Hotel, и, наконец, на вилле Кинта-ду-Монте с видом на столицу. В марте, прогуливаясь по городу пешком, Карл простудился. Простуда перешла в бронхит, а без квалифицированной медицинской помощи — в тяжёлую пневмонию. Пережив два сердечных приступа, император умер 1 апреля 1922 года от дыхательной недостаточности в присутствии жены, которая была на восьмом месяце беременности, и 9-летнего Отто, сохраняя сознание почти до последнего момента. Его последние слова были адресованы Ците: «Я так люблю тебя». Цита после смерти мужа до конца жизни носила только чёрное.
После смерти Карла, король Испании Альфонсо XIII через своего посла в Великобритании добился разрешения для Циты и детей переехать в Испанию. Военный корабль «Infanta Isabel» доставил семью в Кадис. Эскорт сопровождал их во дворец Пардо в Мадриде. Там Цита вскоре родила восьмого ребёнка, Елизавету. Альфонсо предложил родственникам поселиться во дворце Урибаррен в Лекейтио на берегу Бискайского залива. Следующие несколько лет императрица, занимаясь образованием и воспитанием детей, провела в Лекейтио. Доходы семья получала от частной собственности в Австрии и виноградников в Йоханнесбурге, а также добровольных пожертвований.
В 1929 году несколько детей достигли возраста, необходимого для получения высшего образования. В сентябре семья переехала в замок Хэм в бельгийском посёлке Стенокерзел возле Брюсселя. Отто учился неподалёку в Лувене. В 1935 году он вёл переговоры о реставрации Габсбургов с канцлером Шушнигом. Аннексия Австрии нацистской Германией положила конец всем надеждам. В мае 1940 года Цита с семьёй через Дюнкерк, Париж и Бордо сбежала в Испанию, а оттуда — в Португалию. 9 июля они получили американские визы, а 27 июля — прибыли в Лонг-Айленд. Некоторое время женщина и её младшие дети жили в Такседо-парке, затем переехали в Квебек, где четверо её младших детей учились в университете Лаваля. Не имея достаточно средств, финансы растягивали сколько было возможности. Тем не менее, все сыновья принимали активное участие в военных действиях. После победы Цита провела два года в турне по США и Канаде, собирая средства для восстановления пострадавших в Австрии и Венгрии.
Периодически бывая в Европе на свадьбах детей, Цита окончательно решила вернуться в 1952 году. Вместе с братом Феликсом ухаживала за старой матерью и поселилась в Люксембурге. Мария Антония умерла в 1959 году в возрасте 96 лет. В 1962 году Цита приняла предложение епископа Куру сделать своей резиденцией замок в Цицерсе. Помещение было довольно просторным и подходило для размещения многочисленных родственников. К тому же рядом находилась часовня, что соответствовало её религиозным запросам.
В 1982 году король Хуан Карлос I после переговоров с федеральным канцлером Австрии Бруно Крайским смог договориться о возможности возвращения бывшей императрицы на территорию Австрии. В ноябре 1982 года Цита снова ступила на австрийскую землю. В течение следующих лет она периодически бывала с визитами в Австрии, а также выступала на телевидении. В интервью венской «Kronen Zeitung» Цита выразила убеждение, что гибель кронпринца Рудольфа была спланирована французскими или австрийскими агентами.
После празднования 90-летия здоровье Циты начало ослабевать, появились проблемы с глазами. Последний большой сбор семьи состоялся на праздновании её 95 дня рождения в 1987 году.
Летом 1988 года, после посещения дочери, Цита заболела пневмонией. Большую часть осени и зиму она провела в постели. В конце концов, в марте 1989 года, позвонила старшему сыну и сказала, что умирает. Отто и другие члены семьи находились у неё, когда ночью 14 марта она ушла из жизни.
Погребение состоялось 1 апреля в Вене. Забальзамированное тело императрицы похоронили в императорском склепе Капуцинеркирхе. Сердце же хранится в Loretokapelle монастыря Муре в Швейцарии, рядом с урной с сердцем Карла.
При похоронах Циты был в последний раз использован роскошный погребальный катафалк Габсбургов, хранящийся в Музее карет в венском Шёнбрунне.
10 декабря 2009 года под руководством епископа Ле Ману начался процесс беатификации Циты.
В честь Циты назван астероид Цита, открытый в 1909 году.